# 마법사 (1978년 영화)
마법사(The Wiz)는 미국에서 제작된 시드니 루멧 감독의 1978년 모험, 판타지, 뮤지컬, 가족 영화이다. 다이애나 로스 등이 주연으로 출연하였고 롭 코헨 등이 제작에 참여하였다.

## 출연

### 주연
- 다이애나 로스
- 마이클 잭슨

### 조연
- 닙시 러셀
- 테드 로스
- 마벨 킹
- 테레사 메릿
- 델마 카펜터

## 제작진
- 원작자: 라이먼 프랭크 바움
- 협력프로듀서: 버트 해리스
- 미술: 필립 로젠버그
- 미술: 토니 월톤
- 의상: 토니 월톤
- 의상: 마일즈 화이트